# سباق الجائزة الكبرى للدراجات النارية موسم 1993
سباق الجائزة الكبرى للدراجات النارية موسم 1993 كان النسخة الـ 45 من بطولة العالم التي نظمها الاتحاد الدولي للدراجات النارية. تكون الموسم من 14 سباقا بدأ بجائزة أستراليا الكبرى للدراجات النارية وانتهى بجائزة إف آي إم الكبرى للدراجات النارية. كان كيفن شوانتز بطل الموسم لفئة 500 سي سي.

## النتائج
| الجولة | السباق                                         | المكان              | الفائز بفئة 125  | الفائز بفئة 250 | الفائز بفئة 500 | التقرير |
| ------ | ---------------------------------------------- | ------------------- | ---------------- | --------------- | --------------- | ------- |
| 1      | جائزة أستراليا الكبرى للدراجات النارية         | سيدني               | ديرك روديس       | تيتسويا هارادا  | كيفن شوانتز     | التقرير |
| 2      | جائزة ماليزيا الكبرى للدراجات النارية          | شاه عالم            | ديرك روديس       | نوبواتسو أوكي   | وين ريني        | التقرير |
| 3      | جائزة اليابان الكبرى للدراجات النارية          | حلبة سوزوكا         | ديرك روديس       | تيتسويا هارادا  | وين ريني        | التقرير |
| 4      | جائزة إسبانيا الكبرى للدراجات النارية          | حلبة خيريز          | كازوتو ساكاتا    | تيتسويا هارادا  | كيفن شوانتز     | التقرير |
| 5      | جائزة النمسا الكبرى                            | سالزبرجرينج         | تاكيشي تسوجيمورا | دوريانو رومبوني | كيفن شوانتز     | التقرير |
| 6      | جائزة ألمانيا الكبرى للدراجات النارية          | حلبة هوكنهايم       | ديرك روديس       | دوريانو رومبوني | داريل بيتي      | التقرير |
| 7      | كأس هولندا السياحية                            | حلبة أسن تي تي      | ديرك روديس       | لوريس كابيروسي  | كيفن شوانتز     | التقرير |
| 8      | جائزة أوروبا الكبرى                            | حلبة دي كاتلونيا    | نوبورو أويدا     | ماكس بياجي      | وين ريني        | التقرير |
| 9      | جائزة سان مارينو الكبرى للدراجات النارية       | حلبة موجيلو         | ديرك روديس       | لوريس كابيروسي  | ميك دوهان       | التقرير |
| 10     | جائزة بريطانيا الكبرى للدراجات النارية         | دونينجتون بارك      | ديرك روديس       | جان فيليب راجيا | لوكا كادالورا   | التقرير |
| 11     | جائزة التشيك الكبرى للدراجات النارية           | حلبة برنو           | كازوتو ساكاتا    | لوريس ريجياني   | وين ريني        | التقرير |
| 12     | جائزة إيطاليا الكبرى للدراجات النارية          | حلبة ميزانو الدولية | ديرك روديس       | جان فيليب راجيا | لوكا كادالورا   | التقرير |
| 13     | جائزة الولايات المتحدة الكبرى للدراجات النارية | حلبة لاغونا سيكا    | ديرك روديس       | لوريس كابيروسي  | جون كوسينسكي    | التقرير |
| 14     | جائزة إف آي إم الكبرى للدراجات النارية         | حلبة ديل خاراما     | رالف والدمان     | تيتسويا هارادا  | أليكس باروس     | التقرير |